# 저스티스 리그의 회원목록
다음은 저스티스 리그의 회원 목록이다.

## 목록
1. 배트맨
2. 슈퍼맨
3. 원더우먼
4. 그린랜턴
5. 마션 맨헌터
6. 사이보그 (나중에 들어가게 된다.)